# Treinamento unilateral

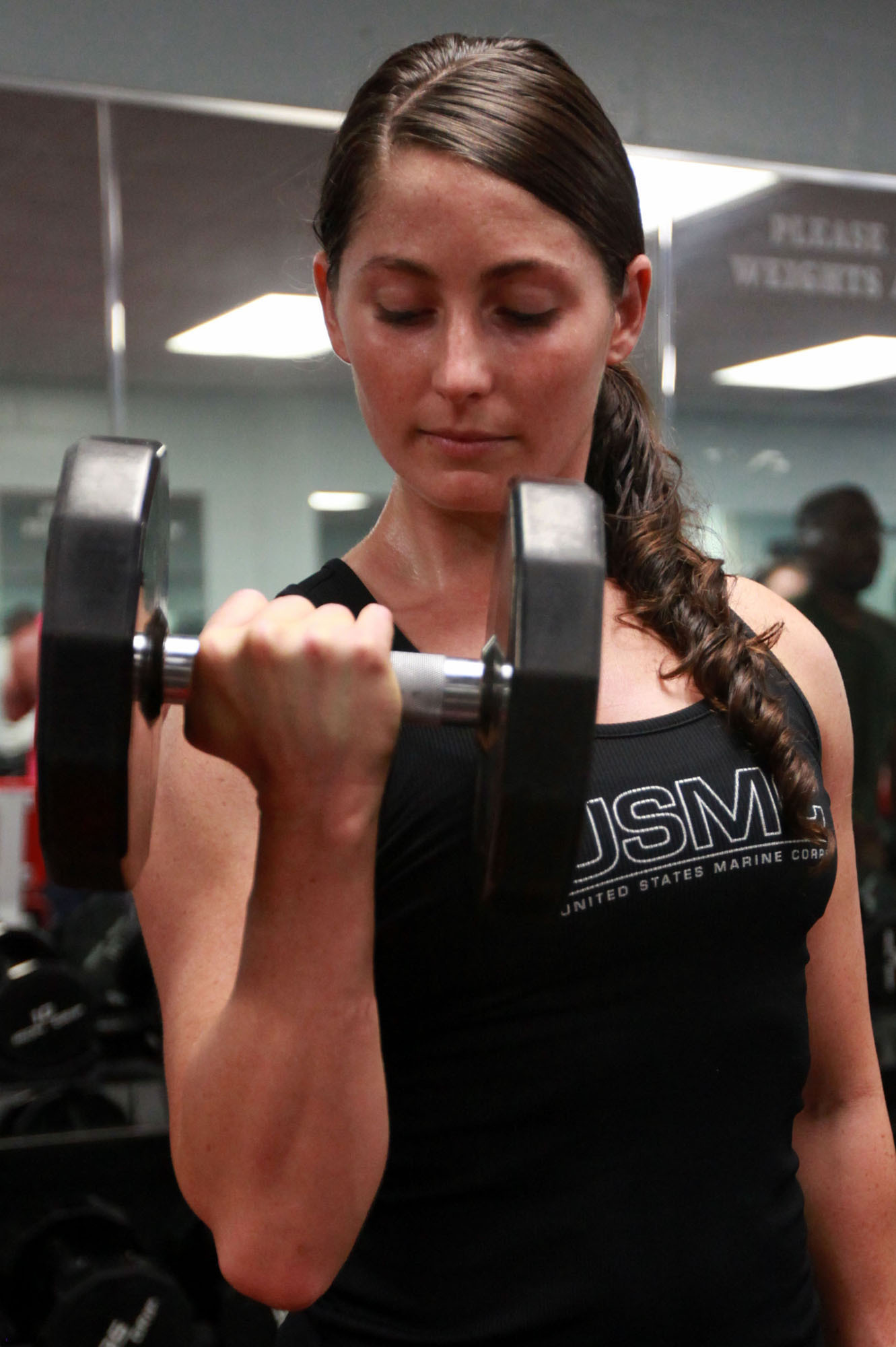
Uma rosca bíceps unilateral com um haltere.

O treinamento unilateral envolve a prática de exercícios físicos com o uso de um único membro em vez de dois. Esse método deve ser distinguido do treinamento bilateral, que envolve a utilização simultânea de ambos os membros. Por exemplo, o agachamento unilateral utiliza apenas uma perna, enquanto o agachamento bilateral utiliza ambas, assim como o supino unilateral emprega apenas um braço e o supino bilateral, ambos. Dependendo do exercício, esse tipo de treinamento pode requerer o uso de um equipamento diferente (por exemplo, a substituição de uma barra por um haltere). O treinamento unilateral é frequentemente incluído em regimes de treinamento abrangentes, especialmente aqueles voltados para esportistas e atletas profissionais. Normalmente, esse método é praticado em combinação com o treinamento bilateral, em vez de substituí-lo. O treinamento unilateral pode trazer inúmeros benefícios, incluindo o equilíbrio da massa muscular entre os dois lados do corpo, a melhora do senso de equilíbrio, a prevenção de lesões e a reabilitação após uma lesão.

## Vantagens

### Especificidade esportiva
Muitos esportes exigem que os participantes realizem ações com apenas um membro em vez de dois. Por exemplo, um jogador de futebol americano pode chutar a bola apoiando-se em uma perna, e um jogador de tênis pode bater na bola com uma raquete usando apenas uma mão. O fortalecimento unilateral dos membros pode ajudar os atletas a executar esses movimentos com mais eficiência em comparação com o fortalecimento bilateral. Isso ocorre porque a ação unilateral se assemelha mais à ação no esporte e, com base no princípio da especificidade, a transferência do desempenho para a prática esportiva é mais aproveitada. Em especial, o ato de correr é considerado uma ação unilateral, já que envolve a alternância dos movimentos das pernas de forma individual. O ato de caminhar também é, às vezes, considerado uma ação unilateral por esse motivo, embora envolva um elemento bilateral. Mudanças rápidas de direção durante o esporte também são frequentemente executadas de maneira unilateral.

### Foco no treinamento muscular
Como os exercícios unilaterais enfatizam o uso dos músculos de maneira diferente dos exercícios bilaterais e, portanto, alteram a proporção na qual os diferentes músculos são acionados, eles podem ser selecionados com o intuito de direcionar o foco do treinamento para músculos específicos. Por exemplo, um agachamento de uma só perna ativa o glúteo médio mais do que um agachamento com elevação do pé traseiro.

### Senso de equilíbrio
Os exercícios unilaterais podem exigir que uma pessoa se esforce mais para manter o senso de equilíbrio durante a atividade. Como resultado, esse senso de equilíbrio pode melhorar de forma geral, especialmente em exercícios com apenas uma perna. Com base nisso, os exercícios unilaterais são considerados altamente funcionais, no sentido de que o aprimoramento do senso de equilíbrio é aproveitado na transferência para a maioria dos esportes e para o atletismo, nos quais os participantes provavelmente precisarão se equilibrar em apenas uma perna e executar ações que envolvem mover-se por uma larga amplitude de movimento, utilizando essa mesma perna como base de apoio.

### Equilíbrio muscular
Algumas pessoas sofrem com um desequilíbrio problemático de massa muscular entre os dois lados do corpo, incluindo os membros, em que um lado é excessivamente mais forte do que o outro. Isso geralmente prejudica o desempenho e aumenta o risco de lesão. Esse desequilíbrio pode ser provocado por fatores relacionados ao modo de vida, como quando um indivíduo permanece sentado no computador utilizando um mouse, treina de forma desequilibrada ou por outras razões. Ele não pode ser resolvido por meio de exercícios bilaterais, pois a discrepância persiste durante o exercício. No entanto, com o treinamento unilateral há garantia de que um indivíduo realizará a mesma quantidade de trabalho de cada lado, permitindo a correção do desequilíbrio de massa muscular. Por exemplo, se a perna direita de um indivíduo for mais desenvolvida do que a esquerda e, portanto, realizar 60% do trabalho em um agachamento bilateral, enquanto a perna esquerda realiza 40%, o agachamento bilateral não corrigirá o desequilíbrio. Além disso, mesmo que a discrepância percentual se mantenha, à medida que a força geral aumenta, a diferença em termos da quantidade de força aplicada também aumentará. Contudo, os agachamentos unilaterais executados alternadamente garantem a igualdade da carga de trabalho, equiparando a força de cada perna e reduzindo o desequilíbrio muscular. Graças a essa redução, o desempenho melhorará e o risco de lesões diminuirá.

### Força abdominal

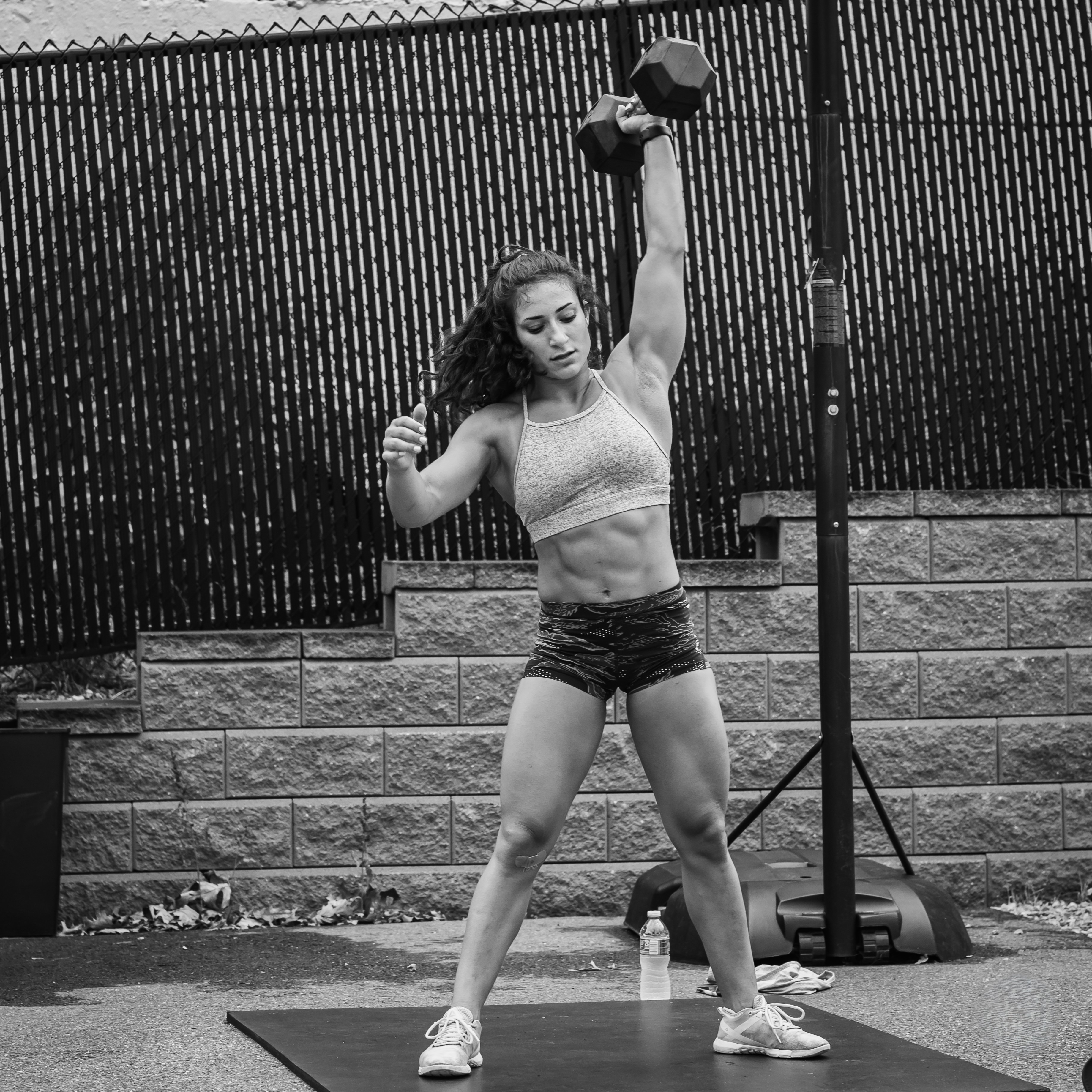
Um desenvolvimento de ombro unilateral.

Devido ao fato de que os exercícios unilaterais são geralmente executados de forma assimétrica em relação ao centro de massa do indivíduo, eles exigem uma contração diferente e, geralmente mais intensa, do abdômen, a fim de proporcionar uma estabilidade adequada durante o exercício. Por exemplo, um levantamento de peso com uma mão sobre a cabeça exige que a pessoa estabilize os músculos abdominais de maneira distinta em comparação com o levantamento de uma barra fixa com ambas as mãos. De forma geral, isso significa que o indivíduo terá que se esforçar mais para estabilizar o peso e a si mesmo durante o levantamento, exigindo níveis mais elevados de ativação dos músculos abdominais.

### Prevenção de lesões
Como os exercícios unilaterais podem melhorar o senso de equilíbrio, corrigir desequilíbrios de massa muscular, aprimorar o funcionamento harmonioso do sistema muscular e transferir de forma efetiva para o desempenho de movimentos específicos do esporte, eles também contribuem para diminuir o risco de lesões, pois o praticante torna-se, de forma geral, mais capaz e forte do que se praticasse apenas exercícios bilaterais.

### Reabilitação
Os exercícios unilaterais podem ser empregados em programas de reabilitação. Por exemplo, o equilíbrio em uma perna pode ser utilizado para fortalecer o tornozelo de um indivíduo após a recuperação de uma lesão, auxiliando na restauração de sua capacidade de equilíbrio.

## Desvantagens
Se os exercícios unilaterais forem utilizados em vez dos bilaterais, ou vice-versa, isso pode gerar resultados negativos no treinamento como um todo. Isso ocorre porque, embora ambos os tipos possam produzir resultados semelhantes, podem existir diferenças significativas, e a utilização exclusiva de um deles pode implicar a perda de benefícios potencialmente vantajosos. Por exemplo, a incorporação do agachamento unilateral com barra em detrimento do agachamento bilateral, limita o peso da carga a metade. Assim, embora as pernas possam ser exercitadas de forma semelhante em ambos os tipos de agachamento, no agachamento bilateral os músculos abdominais são forçados a trabalhar de maneira significativamente mais intensa, o que pode levar a um maior fortalecimento. A solução mais comum para esse problema é a incorporação equilibrada de exercícios unilaterais e bilaterais em um regime de treinamento, permitindo aproveitar as vantagens de cada tipo. A proporção entre o número de exercícios unilaterais para bilaterais pode ser ajustada com base nos requisitos específicos do regime de treinamento.

## O treinamento unilateral e o efeito de educação cruzada
Quando um indivíduo move um membro do corpo, ele naturalmente move o outro membro emparelhado, a fim de melhorar seu senso geral de equilíbrio. Além de equilibrar o posicionamento espacial dos membros, isso envolve o equilíbrio das forças agonistas e antagonistas. Essas forças co-ativadoras estão relacionadas ao centro de massa de uma pessoa, onde as forças direcionadas para dentro e para fora são aproximadamente iguais, e o indivíduo encontra-se em um estado de equilíbrio postural. Isso pode ser observado tanto em movimentos estáticos quanto em movimentos dinâmicos. Quando uma pessoa se move, seu centro de massa também se desloca em um processo unificado. A estabilização e o reforço contínuos do centro de massa têm um benefício recíproco, pois permitem que os membros se movimentem a partir de uma plataforma mais estável, melhorando, assim, a eficiência do movimento. Exercícios unilaterais podem ser particularmente eficazes para aprimorar a capacidade de equilíbrio.
Em contraste com equilíbrio do corpo inteiro, o efeito de educação cruzada é considerado principalmente em situações em que um membro se move enquanto o outro se ativa concomitantemente, embora com um movimento perceptivelmente limitado. Por exemplo, uma pessoa pode estar em pé e levantar o braço esquerdo sem mover o direito. Mesmo que o braço direito não se mova de forma perceptível, ele ainda é ativado pelo movimento do braço esquerdo. O mesmo fenômeno aplica-se a qualquer forma de movimento de um membro, pois o membro também será ativado.
Pode ser utilizada uma forma de treinamento unilateral que envolve apenas o movimento de um membro, com o outro permanecendo estático. Entretanto, o membro não treinado também se torna mais forte devido ao efeito de educação cruzada. Uma pesquisa conduzida por Munn e colegas constatou que o membro não treinado se fortaleceu, em média 7,8% durante um período de treinamento, o que representa 35,1% do fortalecimento do membro que foi treinado. A maneira como o sistema nervoso se ativa em conjunção com o membro que se move é considerada de grande importância para o entendimento das causas subjacentes do efeito, que ainda não estão bem esclarecidas. Em situações em que um membro não pode ser movido por alguma razão, o efeito de educação cruzada pode ser usado para fortalecê-lo, aprimorar a agilidade, prevenir a atrofia muscular, etc. Isso pode ser útil na reabilitação de lesões esportivas, no treinamento de pessoas com desequilíbrio lateral das habilidades motoras ou em casos de deficiências de mobilidade, como as sofridas por vítimas de derrame, que podem não conseguir usar um lado do corpo.